# Beauté (Martin)
Pour les articles homonymes, voir Beauté.
Beauté est une œuvre du peintre Henri Martin réalisée en 1900 et conservée au Musée des Augustins de Toulouse,.

## Historique de l'œuvre
L'œuvre a été exposée au Salon des artistes français à Paris en 1900,  à l'exposition des Prix du Salon en 1902, puis à la galerie Georges Petit en 1910.
Beauté fut achetée à l'artiste, dans son atelier, par Paul Riff, magistrat mort en 1929, qui a laissé une très importante collection de peintures d'Henri Martin. L'œuvre fut par la suite donnée au Musée des Augustins de Toulouse, en 1963, par sa fille, Mademoiselle Pauline Riff, qui résidait à Nice.

## Description
Beauté représente une femme aux longs cheveux bruns, le haut du corps dévêtu jusqu'aux hanches, montrant son corps et ses formes. Un fin voile de couleur verte cache ses jambes. Elle se détache dans un écrin de lys blancs, avec lesquels Henri Martin joue des couleurs et des contrastes. Éclatantes dans la partie éclairée du tableau, ces fleurs prennent divers tons pastel sur le reste de la toile tandis que leur éclat disparaît dans les parties non éclairées. Le sujet se déhanche légèrement et incline son visage vers la droite, ses mains sont redressées et tiennent les longs cheveux bruns qui descendent jusqu'à mi-corps.

## Analyse
Cette œuvre rompt avec les intentions littéraires et les représentations symbolistes pleines de retenue de ses œuvres antérieures. L'artiste s'est placé devant un modèle nu et donne le sentiment de s'être libéré pour exprimer l'émotion de l'homme devant la beauté d'une femme. Les formes rondes et fermes de ce corps rayonnent dans un écrin de fleurs. La beauté est aussi magnifiée par l'utilisation des couleurs, ainsi le voile qui recouvre les jambes se compose de marron, bleu et d'ocre dans les parties sombres mais de jaune, de bleu et de vert clair mélangé à du violet dans les parties éclairées par la lumière.
En 1900, Henri Martin quitte peu à peu la peinture académique pour se tourner vers l’impressionnisme. Achille Ségards (1872-1936), critique d'art et romancier, a qualifié Beauté comme une étape que l'artiste franchit vers un nouveau style pictural. On notera cependant qu'Henri Martin, fidèle à une inspiration symboliste fait encore parler le langage des fleurs, le lys blanc immaculé évoque la douceur et la pureté, même si la jeune femme souriante et déhanchée, et affectant de se dissimuler partiellement derrière ses cheveux, exprime une certaine ambiguïté.
L’œuvre est exposée dans l'angle droit d'un plan mural court du salon rouge du Musée des Augustins ; à l'angle gauche du même plan se trouve une autre représentation féminine, Portrait de Madame Sans, peinte par Henri Martin en 1895. La confrontation des deux tableaux s'avère très heureuse car elle est révélatrice de l'évolution du style pictural et de l'inspiration d'Henri Martin au cours de cette période.

## Représentativité du tableau dans le courant artistique
Pour Denis Milhau, conservateur en chef du Musée des Augustins de Toulouse de 1963 à 1994, cette œuvre se rapproche de l'art nouveau, très présent en 1900.

« Cette œuvre en demi-teintes, presque en camaïeu, dont les touches longitudinales soulignent le caractère vaporeux et montrent des formes ondulantes proches d'un certain modern style entrée de métro. »